# Gare de Vœllerdingen
Gare de Vœllerdingen vasútállomás Franciaországban, Vœllerdingen településen.

## Vasútvonalak
Az állomást az alábbi vasútvonalak érintik:
- Mommenheim-Sarreguemines-vasútvonal

## Kapcsolódó állomások
A vasútállomáshoz az alábbi állomások vannak a legközelebb:
- Gare d’Oermingen
- Gare de Diemeringen